# コサキン
コサキン（Kosakin）は、浅井企画の先輩・後輩で親友同士でもあるお笑いタレントの関根勤と小堺一機がコンビで活動する際の名称、および2人がパーソナリティを務めた一連のラジオ番組の総称である。

## 概説
コサキンという名称は小堺一機の名字を縮めた「コサ」と関根勤の名前を音読みした「キン」を合わせたもので、関根が「ラビット関根」を名乗っていた1982年10月までは「コサラビ（Kosarabi）」だった（「関根勤」に正式改名したのが11月1日で、コサキン名義の活動は10月から始まった）。　
関根は小堺について「小堺くんに出会わなければ今の自分はない」「親友でありライバルであり、パートナーであり、恩人である」と語り、小堺も関根について「“こう振ったらこうくるな”というパターンが、関根さんの場合はわからないので面白くてしょうがない」と語っている。

## 来歴
二人はともにテレビ番組『ぎんざNOW!』内のコーナー「素人コメディアン道場」出身で、関根は初代、小堺は第17代のチャンピオンである。ともに同番組のコーナー司会→曜日別総合司会を歴任。当時小堺は浅井企画所属前だったが、関根とは既に仲が良く、番組の合間には二人でスタジオを脱け出し、「何もない空を見上げてひそひそ話をし、周囲の人がつられて空を見上げはじめ、やがて人だかりができたところでそっとその輪を抜け、遠くからその人たちを観察する」という悪戯をしていたという。
1980年、小堺が浅井企画に所属。1981年6月より、毎月2回土曜日に、下北沢のライブハウス「下北沢スーパーマーケット」でコントライブ『土曜の夜にしゃらくせえ』を2人で行うようになったのが、このコンビの始まりである（このライブは1982年1月まで続いた）。
当初は先述のライブなど地道な活動を行っていたが、1981年10月より、TBSラジオでの帯番組の代役として『夜はともだち コサラビ絶好調!』が始まり、回を重ねるごとに人気が増すようになった。そして、テレビ朝日『欽ちゃんのどこまでやるの!』（以下『欽どこ』と表記）での2人揃っての出演（本放送時この番組で「コサラビ」ないし「コサキン」を名乗ることはなかった）を皮切りに、『欽ちゃんの週刊欽曜日』（TBS）で「泣いちっちマイ・ハート」を唄う風見慎吾のバックダンサーを経て、やがて『欽どこ』で「クロ子とグレ子のどこまでやるの?」のミニコーナーを任されたことにより2人の知名度が上昇。1987年秋に始まった2人での初の冠番組『コサキン勝手にごっこ』以降、「コサキン」という名称が全国的に認知されるようになった。
一方、先述のラジオ番組は形を変えつつも四半世紀以上に及ぶ長寿番組となった（コサキン名義でのコンビ活動はこちらの方が知られていた）。雑誌『ラジオパラダイス』のパーソナリティ人気投票にて、当初は「小堺一機」「関根勤」「コサキン」で票が割れていたが、とあるコサキンリスナーの呼びかけから投票を「コサキン」に一本化。それ以降、常に上位を争う存在になったというエピソードもある（1987年〜1988年の総合ランキング1位になったこともある）。また、1988年にはTBSラジオから「ゴールデンマイク賞」を受賞した。2009年3月28日、『コサキンDEワァオ!』が終了し、ラジオ番組としてのコサキンシリーズは一旦終止符を打つことになった。
『コサキンDEワァオ!』終了直後は2人が共演する機会はほとんどなかったが、2010年4月 - 2013年4月放送の『コサキンDEラ゛ジオ゛!』（BS朝日）、2014年10月 - 2015年9月放送の『コサキン道中 ぶらっぶらっぶらっ!』（BSフジ）の他、現在もテレビで共演し、息の合ったところを見せている。2023年4月からは、ポッドキャストにて『コサキン ポッドキャストDEワァオ!』が週1回配信されている。

## 結成時のエピソード
当初、2人の所属事務所である浅井企画は、2人をコント55号に続くコンビとして売り出そうと考えていたようだが、2人は「あくまでもピンで」と答えて断っている。そのため、「コサキン」は厳密にはコンビではなく、あくまでも「関根勤」「小堺一機」という2人のタレントが一緒に仕事をする際の通称である。また、これにルー大柴が加わった時はコサキンルー（Kosakinlou）と呼ばれていた。
関根の話によると、新人時代に小堺と即興でコントをやったところ、それを見ていた放送作家の大岩賞介が「このコンビは面白い」と感じ、「2人でやってみたらどうだ? 深く考えずに軽い気持ちで。例えばクッキー食べるみたいにさ!」とやんわりとコンビ活動を勧めた（小堺は、大岩から「若いのにブラブラしてるんじゃない!」といわれ、関根と下北沢でライブを行うようになったと語っている）。
この話を聞きつけた浅井企画の当時社長・浅井良二が「よし! 『お笑いスター誕生!!』出演の話を俺がつけてやる。今から10週分のネタ作りの合宿だ!」と発言。関根と小堺は「おいおい、クッキーどころじゃねぇぞ…」と怖くなったとのこと。前述のように2人とも個人でのタレント活動が目標だったため、この話は辞退している。
事務所からは若手のホープと期待を掛けられていた一方、萩本欽一からは当初二人とも「（芸風が）嫌い」と公言され、約7年も門前払いされ続けた。後に、萩本の仕打ちは「最初に俺が優しいと、お前らは『大丈夫だ、芸能界』と思ってしまう」と危惧し、あえて厳しい態度を取ったものだったことを本人から明かされ、二人は萩本に感謝を示している。後日対面を許され、萩本邸に招待されたが、そこで突然の無茶振りに始まり3時間にわたる指導を受け、以降はテレビ番組での共演も果たしている。
二人とも萩本には弟子入りをしていないため、萩本とは正式な師弟関係ではない。しかし、『コサキンDEワァオ!』（2005年2月27日<26日深夜>放送分）に萩本がゲスト出演した際には、関根の「正式な手続きでの弟子入りはないですけども、『欽どこ』を通じて（萩本は）師匠という気持ちがありますから」という発言に対し、萩本が「それは大きな声で言うべきよ」と冗談めかしながら答えており、彼らが師弟に準ずる関係であることを認め合った。

## ラジオ番組

### 単発出演番組
- 星野源のオールナイトニッポン（2017年4月18日、ニッポン放送） - ゲスト出演。鶴間政行、舘川範雄とともに番組冒頭から終了間際まで生出演。
- TOKYO SPEAKEASY（2022年1月21日（20日深夜）、TOKYO FM） - 関根とベッキーが出演予定だったが、ベッキーが新型コロナウイルスに感染し出演を見合わせため急遽小堺が出演し、コサキンとして出演した。番組の途中より井川修司（イワイガワ）も出演[11][12]。
- 土曜ワイドラジオTOKYO ナイツのちゃきちゃき大放送（2022年11月12日、TBSラジオ） - ゲスト出演[13]。

## テレビ番組
※小堺・関根各人のソロ活動については、各項目を参照。

### レギュラー番組
- 欽ちゃんのどこまでやるの!（テレビ朝日）
- パパ大好き!（1987年4月9日 - 9月24日、TBS）
- コサキン勝手にごっこ（1987年10月20日 - 1988年9月20日、日本テレビ）
- ザッツ!・コサキンルーの怒んないで聞いて!!（1993年10月13日 - 1994年3月9日、TBS）
- コサキンDEラ゛ジオ゛!（2010年4月8日 - 2013年4月6日、BS朝日）
- コサキン道中 ぶらっぶらっぶらっ!（2014年10月3日 - 2015年9月27日、BSフジ）
- 爆笑!お台場コサキン亭（2016年、BSフジ）[14]
- コサキンのラジオごっこ（2016年10月7日 - 2017年3月24日、MONDO TV）

### 単発出演番組
- ボーダーラインショー（NHK） - コサキンとしての初司会。
- 冗談画報（1985年10月7日、フジテレビ） - 初回ゲスト。
- ザッツエンゲイテイメント（フジテレビ）[15] - 若手・ベテランを交えた、ネタ披露の深夜特別番組。1990年代末から2001年ごろにかけて不定期に放送された[要出典]。コサキンは第2回の放送でスペシャルゲストとしてのコントを披露、以降は番組の進行役として小ネタやゲストを迎えてのトークを行っていた。
- めちゃ2イケてるッ!（2004年5月1日、フジテレビ） - 番組の一コーナー「イカサマ任侠伝 緋牡丹お竜」にゲストで出演[注 2]。
- 雨上がり決死隊のトーク番組アメトーーク!（2004年12月20日、テレビ朝日） - コサキンスペシャルに出演。
- ネプリーグ 第8回芸能界超常識王決定戦SP（2006年12月25日、フジテレビ系） - コサキンチームとしてコサキンルーの3人に加え関根の長女・関根麻里、モンキッキーの5人で出場[注 3]。
- ウチくる!? ウチくる!?15周年!〜節目で聞いちゃいましたスペシャル（2013年3月12日、フジテレビ系） - カスペ!枠で放送[注 4]。
- 火曜サプライズ 夏まで待てない! 超大物芸能人大集合3HSP（2013年6月11日、日本テレビ系）[注 5]
- コサキン・天海の超発掘!ものまねバラエティー マネもの（2014年6月14日 - 2015年10月10日（2019年6月27日から不定期）、フジテレビ系） - モノマネ番組。天海祐希と次世代モノマネコント等を見る番組。
- コサキンエンタメハウス 歌って笑ってオンステージ（2015年3月15日、BSフジ） - コサキンが司会、西山喜久恵が進行を務めたバラエティ番組[16]。
- 1周回って知らない話 あの大女優もコンビも…そもそも何者!?SP（2016年9月28日、日本テレビ系） - “コサキン”を知らない若者たちに、コサキンとは何かを説明した。
- SMAP×SMAP 15分拡大スペシャル!（2016年12月5日、フジテレビ系） - 「BISTRO SMAP」に出演。
- あちこちオードリー（2021年11月24日、テレビ東京）[17][18][注 6]
- ももクロちゃんと!（2022年1月23日（22日深夜）、テレビ朝日）[19]
- 徹子の部屋（2022年2月3日、テレビ朝日系） - 関根は番組開始当初のレギュラー出演者であり、各個人でのゲスト出演経験もあるが、コサキンとしては初出演[20][21]。
- お笑いの日2022（2022年10月8日、TBS系）[22] [注 7]
- X年後の関係者たち〜あのムーブメントの舞台裏〜（2022年11月22日、BS-TBS） - 欽ちゃんファミリーのテーマで、山口良一、鶴間政行とともにエピソードを語った[23]。
- 行列のできる相談所 3時間SP（2023年1月15日、日本テレビ系） - 「朝食がおいしい宿」の企画で伊勢志摩のロケを行った[24]。
- 爆買い☆スター恩返し 浅草品川の最新グルメ連発2時間SP(2023年6月23日、フジテレビ） - 浅草で予算80万円を制限時間内に使う企画。また、コサキン縁の地である下北沢で開催されたお笑いライブに飛び入り出演し、42年ぶりにコサキンとしてコントを披露した[25]。

このほか、小堺司会の『ライオンのごきげんよう』（フジテレビ）に関根がゲスト出演した際や、『ダウンタウンDX』（読売テレビ制作・日本テレビ系）に2人がゲスト出演した際なども、コサキン独特のノリでトークを進めることが多い。
小堺・関根それぞれが司会、あるいはメイン出演者を務めたレギュラー番組は多く放送されてきたが、コサキンの2人をメインにしたテレビバラエティはメジャー化せず、早々に終了となるジンクスは現在まで続いている。このため、コサキン自身も「テレビじゃ伝わらない」と自嘲気味に述べている。

## 著作
ラジオ番組関連の書籍は、番組の記事を参照のこと。
- 小堺一機 関根勤の社会学 ベターチョイス・ライフのすすめ（1985年、CBSソニー出版、ISBN 4-7897-0198-0）- 山中伊知郎との共著。社会学と銘打たれているが、内容は2人によるシチュエーションコントを台本風にまとめたもの。小堺の小説、関根のエッセイも収録。

## DVD
ラジオ番組関連のDVDは、番組の記事を参照のこと。
- クロ子とグレ子のどこまでやるの?（2005年、ポニーキャニオン、ASIN B0007N33KY）

## 舞台
- 土曜の夜はしゃらくせえ（1981年6月 - 1982年1月、下北沢・スーパーマーケット）
- おげれつでSHOW〜緊張と緩和（1996年、新宿・シアターアプル）
  - 関根の舞台『カンコンキンシアター』と小堺の舞台『小堺クンのおすましでSHOW』の各公演期間の狭間に行われたコント公演。
- コサキンDEライブ! 〜ブンダバー2013〜 （2013年12月28 - 29日、原宿クエストホール）
  - コサキン名義では17年ぶりに開催されたコント公演。
- 関根勤×小堺一機トークライブ「酷白スピンオフ」〜恋する少年〜（2020年2月2 - 3日、日経ホール）
  - 関根が柳原可奈子と毎年2月に行っているトークライブのスピンオフ。柳原が育児休業のため小堺が代役で出演。
- ナイツ独演会 それだけでもウキウキします 神奈川公演（2022年11月22日、横浜にぎわい座・芸能ホール）[13]
  - コサキンがゲスト出演し、『欽どこ』の「クロ子とグレ子」のネタを披露した。
- 爆笑!!お笑いフェスin新潟（2025年5月25日、新潟県民会館 大ホール）[26]

## その他
- 星野源オフィシャルイヤーブック『YELLOW MAGAZINE 2016-2017』 - コサキンファンであることを公言している星野の希望で鼎談。その模様が掲載されている[27]。
- 第45回川中島合戦戦国絵巻 - 2024年11月4日開催のイベント。小堺は武田信玄、関根は上杉謙信に扮する[28]。